# 文鏡秘府論
『文鏡秘府論』（ぶんきょうひふろん）は、平安時代前期に編纂された文学理論書で、中国の六朝期から唐朝に至る詩文の創作理論を取りまとめたものである。唐代中期の長安に留学した空海が、帰国後に日本の弘仁年間（810年 - 823年）に完成させたとされる。全六巻。
取り上げられている諸家の評論の取捨選択に空海の主観が入っているとはいえ、そこに引用されている文章はすべて唐土の文人のものであり、彼自身が執筆したことが確実であるのは、各巻に見える序文のみである。空海は、本書に関しては「著者」ではなく、編者の位置にあると言える。

## 構成
全六巻の構成は、天・地・東・南・西・北に分かれている。これについて空海は、天の巻に付された総序において「配巻軸於六合、懸不朽於兩曜、名曰秘府論。（巻軸を六合に配し、不朽を両曜に懸け、名づけて秘府論という）」とその意図を述べているが、この六巻の序列をいかように配置するのかについては、従来二説が唱えられてきた。すなわち、天・地の二巻がその冒頭に置かれるのは動かないとして、以下の四方位の巻を先の東・南・西・北とするのか、あるいは東・西・南・北とすべきかということである。
戦後の文鏡秘府論研究で画期的な業績を残したとされる小西甚一は後者を採り、その論拠として総序の末尾、先述の「配巻軸於六合…」の前に「総有一十五種類、謂聲譜、調聲、八種韻、四聲論、十七勢、十四例、六義、十體、八階、六志、二十九種對、文三十種病累、十種疾、論文意、論對属等、是也」と見えることを挙げる。その次第を詳細に見れば、「聲譜～四聲論」（天巻所収）「十七勢～六志」（地巻所収）「二十九種對」（東巻所収）「文三十種病累、十種疾」（西巻所収）「論文意」（南巻所収）「論對属」（北巻所収）となり、小西説の指摘するとおり空海自身が本書の編成順序を天・地・東・西・南・北としていたと見做せなくもない。
これに対し興膳宏は、東・西、と北・南で巻題の命名に対応関係が見られること（とくに東・西の巻ではそれぞれ巻頭に小序が付されていてそれが顕著である）、また体裁の面でも東・西の巻が諸家の論を空海自身の裁量で取捨しているのに対し、南・北の巻ではそのままの形で引用されていることが多いなど、対になっているのは明らかだとし、これを曼荼羅に擬え、空海の脳裏にあったのは、天・地を中心としてそれを東・南・西・北が時計回りに取り巻く曼荼羅的構図であったと考察する。

## 内容
全六巻の内容は、天・地・東・南・西・北の順で見たとき、冒頭の天巻では中国語（古代漢語）に見られる声調変化、四声の原理を説き、地巻では詩の形式や描くべき題材について述べる。天巻では劉善経の声律論、地巻では王昌齢・皎然・上官儀らの詩論を基本に置く。続く東巻は対句の種類と用法を解説し、南巻は文章のあるべき形、またそれを作る際の心構え等を述べ、西巻は韻律上の避けるべき事柄を論じ、そして最終の北巻は対句に関して守らねばならぬ法則のまとめを綴っている。

## 引用文献
引用文献には、中国ではもちろん、中国で佚した漢籍をしばしば遺している日本においてすら今日見ることのできないものも多く、その資料的価値という側面からしても本書はたいへん貴重な文献と言える。以下は、各巻の引用出典の一覧。
- 天巻　　（唐）王昌齢『詩格』、（唐）元兢『詩髄脳』、（隋）劉善経『四声指帰』。
- 地巻　　王昌齢『詩格』、皎然『詩議』、（唐）崔融『唐朝新定詩格』、（唐）上官儀『筆札華梁』、『文筆式』（撰者未詳）。
- 東巻　　『文筆式』、上官儀『筆札華梁』。
- 南巻　　王昌齢『詩格』、皎然『詩議』、（唐）殷璠『河岳英霊集』、元兢『古今詩人秀句』、（西晋）、陸機『文賦』。
- 西巻　　『文筆式』、劉善経『四声指帰』。
- 北巻　　（唐）杜正倫『文筆要決』。

## 版本

### 刊本
- 小西甚一校訂 『文鏡秘府論考　攷文篇』（講談社、1952年）
平安時代の古写本をはじめ、現存するすべての伝本を網羅した校本である。なお、本書は戦後間もない頃予約販売の形で出版されたため、現在入手は困難である。
- 林田慎之助校訂 『文鏡秘府論』（弘法大師著作研究会編『定本弘法大師全集 第6巻』、高野山密教文化研究所、1997年）、厳密な文献考証を経た決定版。